# The Boss (Metal Gear)
 (mars 2020).
Si vous disposez d'ouvrages ou d'articles de référence ou si vous connaissez des sites web de qualité traitant du thème abordé ici, merci de compléter l'article en donnant les références utiles à sa vérifiabilité et en les liant à la section « Notes et références ».
Pour les articles homonymes, voir Boss (homonymie).
The Boss, aussi connue sous le pseudonyme de The Joy lors de ses débuts et sous celui de Voyevoda en Russie (littéralement seigneur de la guerre) est un personnage de jeu vidéo dans la série Metal Gear. Elle fait son apparition dans Metal Gear Solid 3: Snake Eater. Elle est la mère de Revolver Ocelot qu'elle eut avec The Sorrow.
The Boss est une combattante de légende dotée d'exceptionnelles capacités au combat.
C'est elle qui a créé l'unité Cobra qui mena les Alliés à la victoire lors de la Seconde Guerre mondiale. Elle a été le mentor de Naked Snake pendant 10 ans.
Elle sauva le monde d'une guerre nucléaire totale au cours de la mission Snake Eater durant laquelle elle mourut, et resta nécessairement considérée aux yeux de tous, pour la réussite de la mission, comme la plus grande traîtresse que l'Histoire ait connue.

## Biographie
The Boss est la fille unique du dernier membre des Philosophes.
On ignore son nom et son prénom mais on sait que sa nationalité est américaine.
On ignore également les circonstances qui l'amenèrent à devenir soldat et à découvrir ses dons pour le combat.
Elle aurait apparemment 40 ans lors de l'Opération Snake Eater.
Lorsqu'elle fonda l'Unité Cobra, elle participa avec celle-ci à de nombreuses missions secrètes durant la Seconde Guerre mondiale dont l'une d'entre elles était d'infiltrer les usines ennemies V2 et de les détruire.
Durant les évènements contés dans Metal Gear Solid 3: Snake Eater, The Boss semble trahir les États-Unis pour l'URSS, avec l'aide de l'unité Cobra. En réalité, sa mission consistait à infiltrer les rangs du colonel Volgin afin de lui voler l'Héritage des Philosophes. Elle devait également détruire le Shagohod. Cependant, un évènement imprévu fit tout basculer.
Volgin tira un des deux missiles nucléaires américains (apportés par The Boss elle-même pour prouver sa bonne foi afin d'infiltrer plus facilement les rangs de Volgin) sur le bureau de conception de Sokolov, OKB-754, afin d'effacer toutes les données concernant le Shagohod.
Khrouchtchev suspecta alors les États-Unis de cette attaque nucléaire, car la présence d'un avion américain avait été détectée (le Combat Talon de l'unité FOX duquel a été parachuté Naked Snake). Il demanda au gouvernement des États-Unis la mort de The Boss et de Volgin, le rapatriement de Sokolov, ainsi que la destruction du Shagohod dans un délai d'une semaine, sans quoi le monde entrerait dans une nouvelle guerre mondiale. Les États-Unis n'eurent alors pas d'autre choix que d'envoyer Naked Snake accomplir cette mission, nommée Opération Snake Eater.
La mission fut un succès et Naked Snake reçut le titre de « Big Boss ». Avant sa mort The Boss donna à Snake son arme, le Patriot, et prononcera pour la première fois (chronologiquement parlant dans la série) la célèbre phrase de la série : "Il ne peut y avoir de place que pour un seul Snake, et un seul Boss...", qui deviendra par la suite "Il ne peut y avoir de place que pour un seul Snake, et un seul Big Boss".
The Boss était consciente que seule sa mort pouvait conduire à la réussite de la mission. Elle a donc accepté de mourir pour son pays et le monde entier tout en restant aux yeux de tous comme la plus grande traîtresse de l'Histoire. Naked Snake insista pour que sa tombe porte l'épitaphe : « En mémoire d'une Patriote qui a sauvé le monde ».

### Idée des Patriotes
Zero (alors commandant de FOX), Naked Snake, Eva (espionne chinoise rencontrée lors de la mission), Para Medic et Sigint (les membres de l'équipe de soutien de l'opération Snake Eater) et les autres membres créèrent les Patriotes en voulant préserver l'idéal de The Boss, cependant quand il estima que les Patriotes s'étaient trop éloignés de leurs idées de bases, Naked Snake, devenu entretemps Big Boss, créa la révolte de Outer Heaven (racontée dans le jeu Metal Gear). Dans Metal Gear Solid 4: Guns of the Patriots, il avouera à son fils Old Snake (Solid Snake) que le jour où il a tué The Boss, il est mort avec elle.

### Projet Peace walker
Dans Metal Gear Solid: Peace Walker, le nouveau Metal Gear est une machine intelligente capable d'effectuer automatiquement une riposte nucléaire sans ressentir les états d'âme et les hésitations d'un humain. Le Dr Strangelove, conceptrice de l'unité mammifère qui doit prendre la décision de la riposte, décide de prendre pour modèle The Boss (que le docteur avait rencontré lorsqu'elle travaillait à la NASA). Cependant, le Dr Strangelove ignorant ce qui s'est réellement passé durant l'opération Snake Eater, (elle n'avait à sa disposition que le rapport officiel de la CIA disant qu'elle avait simplement trahi son pays, ce que Strangelove ne croyait pas), elle torture Naked Snake afin de connaître la réponse. Une fois l'unité mammifère achevée, Snake combat le Peace Walker et détruit l'unité mammifère en retirant toutes les cartes mémoires de l'intelligence artificielle. Finalement, la volonté de The Boss ressurgit dans l'unité reptilienne (qui régissait les capacités de combat du Peace walker) , et elle se sacrifie une fois de plus pour éviter la guerre nucléaire (le Peace walker diffusait de fausses informations au NORAD indiquant une attaque nucléaire de l'URSS). Alors que le Peace walker s'enfonce dans la mer caribéenne, tout le monde salue The Boss pour avoir sauvé une fois de plus le monde, sauf Snake, dépité que son mentor ait déposé les armes, ce qui selon lui « n'est pas digne d'un vrai patriote ».